# Radio de mesa

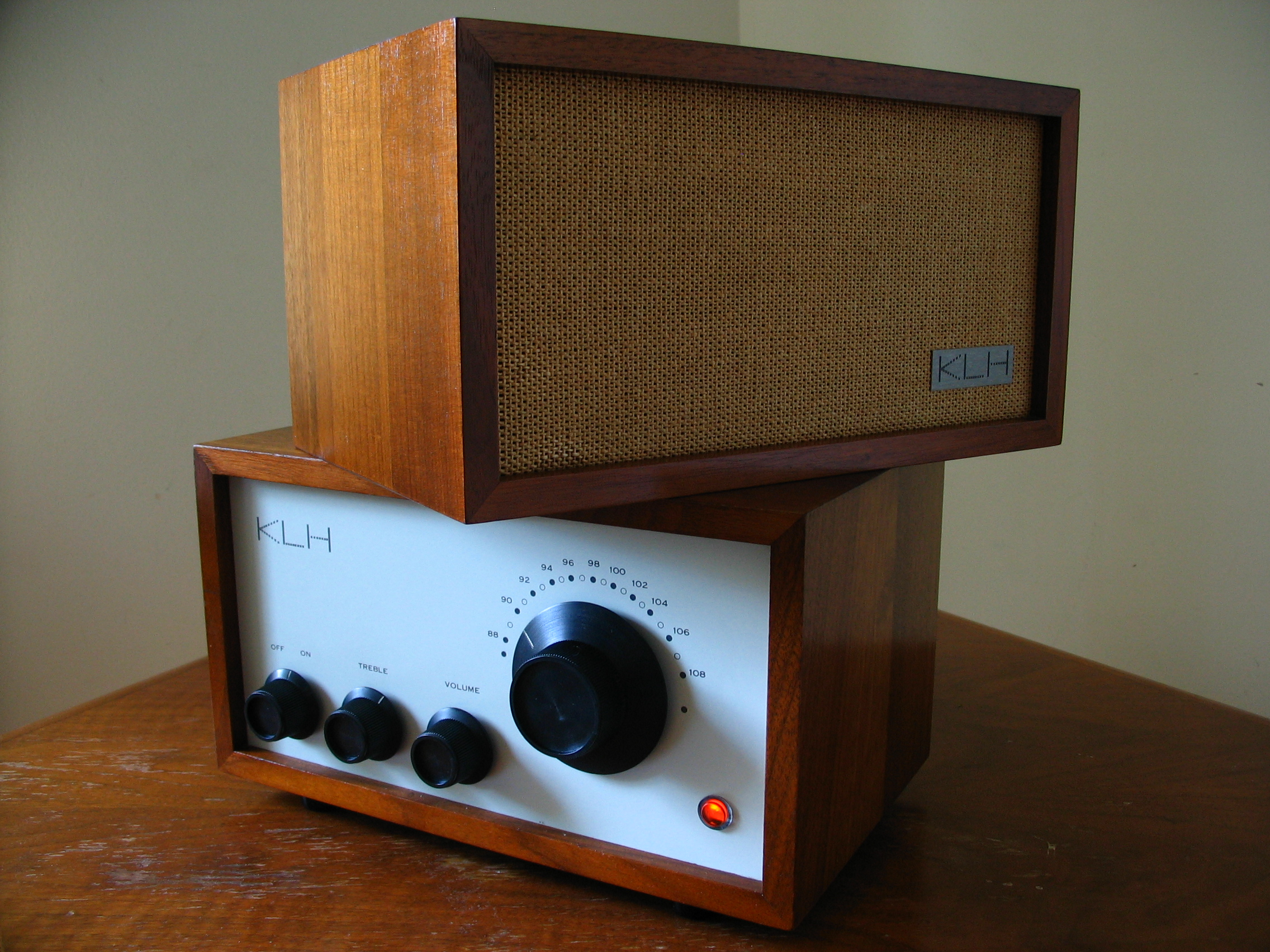
analógicas

Una radio de mesa es un receptor de radio pequeño, asequible, autónomo, utilizado como un dispositivo de entretenimiento. La mayoría de este tipo de receptores se limitan a las funciones de radio, aunque algunas llevan puerto USB, un radio reloj despertador integrado, WiFi o radio por satélite.
Aunque por lo general tiene un diseño compacto, la radio de mesa no tienen por qué ser portátil, como un equipo de sonido o una estación multimedia. Muchas pueden funcionar además con baterías, lo que las hace útiles como radios de emergencia.